# Botola 2
La Botola 2 è la seconda divisione del campionato marocchino di calcio, organizzato dalla Federazione calcistica del Marocco. Vi partecipano 19 squadre, di cui le prime due classificate sono promosse in Botola 1 Pro e le ultime tre retrocedono nel campionato di terza serie, denominato Championnat National Amateur.

## Formula
Vi partecipano 19 squadre che si affrontano due volte per un totale di 36 giornate. Per ogni partita sono assegnati tre punti in caso di vittoria, uno in caso di pareggio e zero in caso di sconfitta. Le prime due classificate vengono ammesse alla Botola 1 Pro dell'annata successiva, mentre le ultime due classificate retrocedono nello Championnat National Amateur.

## Squadre
Stagione 2023-2024.
- AS Salé
- CA Khénifra
- CJ Ben Guerir
- CODM Meknès
- Difaâ El Jadida
- Ittifaq Marrakech
- JSM
- Kawkab Marrakech
- Musulmane Oujda
- Ol. Khouribga
- Olympique Dcheira
- Racing Casablanca
- Raja Beni Mellal
- Rapide Oued Zem
- Stade Marocain
- Wydad Fès

## Albo d'oro
- 1931-1932: Racing Athletic Club
- 1932-1933: SCC Roches Noires
- 1933-1934: CLAS Casablanca
- 1934-1935: OC Safi
- 1935-1936: Sporting Fedala
- 1936-1937: ASPTT Rabat
- 1937-1938: non disputato
- 1938-1939: non disputato
- 1939-1940: non disputato
- 1940-1941: non disputato
- 1941-1942: Wydad AC
- 1944-1945: OC Safi
- 1947-1948: ASPTT Casablanca
- 1948-1949: SCC Mohammédia
- 1949-1950: MC Oujda
- 1950-1951: L'Idéal Club Marocain
- 1951-1952: Quartier Industriel
- 1952-1953: MAS Fès
- 1953-1954: KAC Marrakech
- 1954-1955: Al-Aksa SCOM
- 1955-1956: non disputato
- 1956-1957: OC Khouribga
- 1957-1958: MA Tétouan
- 1958-1959: AS FAR
- 1959-1960: MA Tétouan
- 1960-1961: Stade Marocain
- 1961-1962: Fath US
- 1962-1963: EJS Casablanca
- 1962-1963: Tihad AS
- 1964-1965: Moghreb Athletic Tétouan

- 1965-1966: USS Kacem
- 1966-1967: ASPTT Mohammédia
- 1967-1968: EJS Casablanca
- 1968-1969: AS Salé
- 1969-1970: Moghreb Athletic Tétouan
- 1970-1971: HUS Agadir
- 1971-1972: Tihad AS
- 1972-1973: AS Salé
- 1973-1974: MA Tétouan
- 1974-1975: COD Meknès
- 1975-1976: EJS Casablanca
- 1976-1977: RS Berkane
- 1977-1978: US Sidi Kacem
- 1978-1979: US Mohammédia
- 1979-1980: Union Touarga Sport
- 1980-1981: RS Kénitra
- 1981-1982: Union Touarga Sport
- 1982-1983: US Sidi Kacem
- 1983-1984: Chabab Sakia Hamra
- 1984-1985: US Mohammédia
- 1985-1986: Hilal Association de Nador
- 1986-1987: Centrale Laitière AS
- 1987-1988: DH El Jadida
- 1988-1989: WA Fès
- 1989-1990: Tihad AS
- 1990-1991: USM Oujda
- 1991-1992: Rachad Bernoussi
- 1992-1993: US Sidi Kacem
- 1993-1994: JS Massira
- 1994-1995: Tihad AS

- 1995-1996: WA Fès
- 1996-1997: Maghreb Fez
- 1997-1998: FUS de Rabat
- 1998-1999: RS Settat
- 1999-2000: Racing de Casablanca
- 2000-2001: IR Tanger
- 2001-2002: KAC Kenitra
- 2002-2003: MC Oujda
- 2003-2004: Olympique Safi
- 2004-2005: Moghreb Athletic Tétouan
- 2005-2006: Maghreb Fez
- 2006-2007: FUS de Rabat
- 2007-2008: AS Sale
- 2008-2009: FUS de Rabat
- 2009-2010: JSK Chabab Kasba Tadla
- 2010-2011: CODM Meknès
- 2011-2012: Raja de Beni Mellal
- 2012-2013: Kawkab Marrakech
- 2013-2014: Ittihad Khemisset
- 2014-2015: IR Tanger
- 2015-2016: Chabab Atlas Khénifra
- 2016-2017: Rapide Oued Zem
- 2017-2018: MC Oujda
- 2018-2019: Renaissance Zemamra
- 2019-2020: Chabab Mohammedia
- 2020-2021: Ol. Khouribga
- 2021-2022: Moghreb Tétouan
- 2022-2023: Renaissance Zemamra